# Eugène Darmois
Pour les articles homonymes, voir Darmois.
Émile Eugène Darmois, né le 10 avril 1884 à Éply (Meurthe-et-Moselle) et mort le 4 novembre 1958 à Paris, est un physicien et chimiste français. Il est le frère aîné du mathématicien Georges Darmois, également inhumé à Eply.

## Biographie
Eugène Darmois est né à Éply, aîné dans une famille de cultivateurs modestes. Son père Émile (1857-1913) est aussi tailleur d'habit en mauvaise saison. Sa mère Virginie née Dardar (1859-1915) appartient à une populeuse famille mosellane optante, réfugiée en 1871 dans ce qui reste du département de la Meurthe, autrement-dit la Meurthe-et-Moselle. Il a un frère cadet Georges, déjà cité, et une sœur Gabrielle.
Ernestine, la sœur d'Émile Darmois, est l'épouse d'Émile Galilé, laboureur bien installé et plus tard maire d'Eply de 1910 à 1940. Le couple Darmois déménage à Toul pour tenir une auberge vacante, à proximité des casernes en 1896. Cette opération n'est possible qu'avec l'appui de leurs familles respectives, Ernestine prêtant l'argent nécessaire sur gage de la maison et les sœurs de la famille fournissant la main d'œuvre. Eugène, recommandé par son instituteur, poursuit après son certificat d'étude, sa scolarité au collège de Toul. Les devoirs se font à côté de la salle d'auberge. Comme le confiait plus tard Eugène, "savoir se concentrer et travailler dans le bruit n'est pas un problème". Si les femmes s'adaptent à la vie proche des casernes et l'auberge grouillante de vie devient rentable, seul le père Émile ne parvient pas à retrouver la quiétude autrefois champêtre, mais il parvient quelques années plus tard à quitter l'auberge de Toul pour prendre un emploi à la faculté de droit de Nancy.
Il fait ses études secondaires au lycée de Toul de 1896 à 1901, puis de Nancy jusqu'en 1903. Il est reçu en 1903 à la fois au concours de l'école polytechnique et à l'école normale supérieure. Après une année de service militaire (1903-1904), il choisit l'école normale supérieure et la voie de la recherche. Il poursuit des études supérieures scientifiques à la faculté des sciences de l'université de Paris, il y suit les cours de physique d'Edmond Bouty et de Gabriel Lippmann et obtient les licences ès sciences physiques et ès sciences mathématiques et le diplôme d'études supérieures de physique. Il assiste à l'École normale supérieure, aux conférences de physique d'Aimé Cotton et d'Henri Abraham.
Lauréat du concours d'agrégation de physique en 1907, il est nommé préparateur de chimie au laboratoire de physique de l'École normale supérieure. Le jeune préparateur en chimie s'intéresse à la molécule de pinène, ces travaux scientifiques sont menés en collaboration avec l'Institut du Pin. Il obtient le doctorat ès sciences en 1910 avec sa thèse « Recherches sur la polarisation rotatoire naturelle et la polarisation rotatoire magnétique » réalisée sous la direction d'Aimé Cotton.
Il est nommé maître de conférences de physique à la faculté des sciences de l'université de Rennes en 1910, un peu avant la soutenance de sa thèse de doctorat, et prend congé en 1911 pour entrer à la compagnie Westinghouse, usine Cooper-Hewitt. Il y travaille durant trois ans sur la fabrication des lampes et convertisseurs à vapeur de mercure.
Mobilisé dans l'infanterie, il participe à la bataille de Nancy en 1914. Survivant dans les tranchées, il passe sergent puis il est muté dans une "unité de repérage" où il devient officier, il y côtoie les physiciens Jacques Duclaux et Gustave Ribaud. Toujours en première ligne dans les tranchées, il est blessé en 1917. Quelques décennies plus tard, Eugène critique sans complaisance les opérations de guerre, menées par de vieux généraux surprenamment inventifs, mais en définitive menées sans conscience du réel, comme les manœuvres et exercices en temps de paix. Il savait narrer comme personne, la découverte du "feldgrau" alors que les troupes françaises paradaient en rouge et bleu ou encore l'épisode du capitaine de Saint-Cyr "descendu" en casoar. Eugène était philosophe sur ces années de marches et de tranchées, il disait "la vie au grand air rend robuste".
Il est rappelé après sa blessure dans le laboratoire de chimie de guerre de l'École normale supérieure. Ses études de chimie-physique appliquée porte sur les réfrigérants pour moteurs d'avions. Son invention après une mise au point soignée est correcte. Mais il n'existe aucune instance pour généraliser les applications, c'est-à-dire que les moteurs d'avions continuent à geler en altitude.
Il est nommé en 1919 professeur à la faculté des sciences de l'université de Nancy, il quitte cette chaire de physique en novembre 1926 pour Paris. Il y est d'abord maître de conférences, sur l'ancien poste de Georges Sagnac et reprenant l'enseignement d'Anatole Leduc pour le certificat de physique générale. Il succède à Charles Fabry comme professeur titulaire de chaire de physique générale et comme directeur du laboratoire d'enseignement de la physique, le 1er novembre 1937, poste qu'il garde jusqu'à sa retraite universitaire en 1957.
Le chercheur, à la personnalité bienveillante, a été président de la Société chimique de France et de la Société des électriciens, et secrétaire général de la Société française de physique pendant treize ans.
Il est élu à l'Académie des sciences en 1951.
Eugène Darmois a contracté trois mariage et a laissé huit enfants. Il a épousé en troisièmes noces Geneviève Sutra (1922-2007), docteur ès sciences et collaboratrice pendant quinze ans. Sa troisième épouse a complété et édité après sa mort le traité d'électrochimie théorique chez Masson. Le couple a eu une fille, Marie-Noële, et trois fils, Gilles, Emmanuel et Hugues.
De 1930 à 1958, Eugène et Georges ne manquaient pas les fêtes familiales organisées à Eply, très ouvertes et chaleureuses. Gabrielle est une des nombreuses victimes à Rouen en 1942 lors du grand bombardement allié de B-17, alors qu'elle résidait malheureusement à 3 kilomètres de l'objectif militaire. Sa dépouille sous l'autorité de sa nièce Berthe Galilé, fille d'Emile Galilé, a été inhumée en 1948 dans le cimetière d'Eply, les corps de ses frères l'ont rejoint respectivement en 1958 et 1960.

## Travaux d'un chimiste éminent et d'un physicien expérimentateur
Ses principales recherches concernent d'abord le pouvoir rotatoire du mélange des corps, puis les techniques de spectroscopies, de cryoscopie, et surtout l'électrochimie avec les électrolytes, la synthèse chimique et les concentrations isotopiques avec l'eau lourde.
Il met au point une méthode d'analyse et de dosage des composants d'un mélange, nommé le "diagramme de Darmois", en particulier appliquée aux essences. Maître universitaire toulousain reconnu, Henri Bouasse cite ses travaux dans son ouvrage sur la "polarisation rotatoire". Les résultats des tests sur les essences sont confirmés par effet Raman. Ses premiers travaux expérimentaux font déjà école.
Il s'est ensuite consacré dans un second temps, mais sur une période prolongée jusqu'à sa disparition, à l'étude des électrolytes, des constantes diélectriques, des moments dipolaires et des phénomènes de polarisation d'interfaces. Ainsi ces thèmes de prédilection portaient sur la conductibilité des corps et des milieux, l'absorption de la lumière par les solutions électrolytiques, la mise en évidence de la dissociation totale de certains électrolytes par la cryoscopie de sels en solution et la mesure de la vitesse des ions. Durant les dernières années de recherche, il s'est plus spécialement intéressé à l'ion hydrogène et aux solutions dans les sels fondus.
Le troisième pôle de sa recherche au laboratoire est l'étude des réactions de synthèse d'hydrocarbures et des sels complexes.
Il a créé très tôt une classe de complexes chimiques auxquels il a donné le nom de « complexes de Biot-Gernez ». Il s'agit d'un authentique chimiste et physico-chimiste, il est auteur d'un chapitre sur ces techniques dans l'ouvrage Traité de Chimie organique, coordonné par le professeur Victor Grignard, par ailleurs organisateur tardif de la "chimie de guerre" en 1917.
Eugène Darmois était un conférencier bienveillant et chaleureux, ses interventions sur les spectroscopies, l'eau lourde ou le deuterium ont marqué des générations de jeunes physiciens francophones.

## Œuvres
- Électrochimie théorique, (avec Mme Darmois-Sutra), Masson, Paris 1960
- L'état liquide de la matière, Paris, Albin Michel, coll. « Sciences d'aujourd'hui », 1943
- Électricité, SEES, Paris 1952-53 (cours du certificat de physique générale)
- Thermodynamique statistique, Tournier et Constans, Paris 1949 (cours du certificat de physique supérieure)
- Vibrations, acoustique, SEES, Paris 1948 (cours du certificat de physique générale)
- Thermodynamique et rayonnement, SEES, Paris 1947 (cours du certificat de physique générale)